# ソラノート
株式会社ソラノート（英: Sora note Inc.）は、東京都新宿区に本社を置き、ライブ動画配信の番組制作と配信業務代行、イベント企画、PR等を行う日本の企業。
広報担当は「そらの」こと佐藤綾香。プロデューサーは梅本英児。

## 沿革
2008年9月、「株式会社ジリオン」（1993年5月、警備保障会社として茨城県つくば市で設立され、その後、人材派遣業も兼業）及び人材派遣会社「株式会社キャスティングロード」の井上弘代表取締役が、ソフトウェア・情報処理を主な業務とする会社として設立。現在のオフィスは、上記2社と同じ東京都新宿区のビルの同フロアにある。
2009年3月23日、ユーザーの位置情報を基礎にした情報共有のための掲示板サービスとしてオープンした『そらノート』β版に続き、同年5月11日、SNS「決断ドットコム」（β版)を公開（2010年1月末にサービスを終了）。5月15日にライブ動画配信サービスStickam JAPAN!にチャンネルを開設、「決断ドットコム」ユーザーを訪ね、その様子をライブ映像で配信する活動を開始。この配信をダダ漏れ女子を名乗っていたトミモトリエが確認し、ブログで報告、「ダダ漏れ女子2号」と命名した。まもなく配信プラットフォームをUstreamに移して、配信を続ける。5月25日、「決断ドットコム」を補完する情報集積ブログ『ケツダンポトフ』をオープン。
2010年2月28日、ジャーナリストの田原総一朗、上杉隆、メディアジャーナリストの津田大介、衆議院議員の河野太郎ら出演のスペシャル番組「朝までダダ漏れ討論会」をUstreamを通じて配信。同年7月22日、そらの名義で、『USTREAMそらの的マニュアル』（インフォレスト）を刊行。
2011年8月1日、ライブを編集してアーカイブする総合情報ポータルサイト「ライブブ」をLivestreamを利用してオープン。（同6月28日プレオープン）。
2012年2月17日、YouTubeで、毎日ガジェットなどの情報を提供する番組ksoranoChannelをオープン。（後、Sorano Ch. に名称変更）、加えて2012年12月14日から、YouTube Live及びニコニコ生放送で配信するJUNSTV チャンネル中において、毎週金曜21時から『レスポンスライブ「そらのの! たまごかけごはん」』を行っている。

## 主な不祥事
2010年3月22日、ソラノートがライブ配信したインターネット放送番組で名誉毀損が行われ、被害者の一部が出演者を相手どり告訴を行った。名誉毀損が行われた放送は、NHKで、同日行われた「激震 マスメディア ～テレビ・新聞の未来～」を実況しながらツッコミを入れようという趣旨の番組。前半には番組参加者であった山本一郎や小飼弾らによって、NHKの番組出演者への誹謗が行われた。後半、エイベックス社長から番組宛に電話がかかってきたときに、山本一郎が「シャブ野郎」との発言をした結果、名誉毀損であるとして山本一郎がエイベックスによって告訴をされた。この事件では製作をしたソラノート自身と番組に出演した他の出演者は告訴を免れ、製作に関与したソラノートのスタッフは「放送は大成功だった」と語った。
2011年3月2日にソラノートによって製作されたUstream番組の「そらの的あさニュース」で、前日起こったtwitter上での誹謗中傷を取り上げ、たまたま知り合いだった加害者の非モテタイムズ編集長めがねおうにSkypeを通じてインタビューを行い、被害者側から更なる侮辱を受けたとのクレームが付けられた。この一件は他のネット系のニュースサイトでも報道された。この件ではソラノート代表取締役が公式サイト内に謝罪文を提示し、「そらの的あさニュース」は打ち切りとなり、2011年4月6日Ustreamのアカウントを削除。
2011年11月、ソラノートがlibub(ライブブ)で配信した動画が翔泳社の出版した書籍の内容を無断で利用し著作権を侵害したとして、著者と翔泳社から抗議を受けた。その後、2012年5月31日をもってライブブの更新終了。